# Liste der Bodendenkmale in Hehlen
In der Liste der Bodendenkmale in Hehlen sind die Bodendenkmale der niedersächsischen Gemeinde Hehlen aufgeführt. Die Quelle ist der Denkmalatlas Niedersachsen. 

Hehlen im Landkreis Holzminden

Der Stand der Liste ist der 30. Januar 2025.

## Allgemein
In den Spalten finden sich folgende Informationen des Bodendenkmales:
| Lage         | geographische Koordinaten                                                           |
| Bezeichnung  | Bezeichnung lt. Denkmalatlas                                                        |
| Beschreibung | Beschreibung lt. Denkmalatlas                                                       |
| ID           | Objekt-ID                                                                           |
| Bild         | Bild, ggf. zusätzlich mit Link zu weiteren Fotos im Medienarchiv Wikimedia Commons. |

## Hehlen
| Lage                        | Bezeichnung         | Beschreibung                                                                       | ID       | Bild |
| --------------------------- | ------------------- | ---------------------------------------------------------------------------------- | -------- | ---- |
| 51° 58′ 15″ N, 9° 26′ 31″ O | Hehlen 3, Grabhügel | Durchmesser ca. 7 m und Höhe ca. 0,6 m. Randbereiche abgesetzt. Faustgroße Steine. | 28967944 | BW   |
| 51° 58′ 16″ N, 9° 26′ 36″ O | Hehlen 4, Grabhügel | Durchmesser ca. 6 m und Höhe ca. 0,5 m. Rand abgesetzt. Faustgroße Steine.         | 28967945 | BW   |